# Айерс, Дик
Ричард Айерс (англ. Richard Ayers; 28 апреля 1924 — 4 мая 2014) — американский художник комиксов.

## Ранние годы
Ричард Айерс родился 28 апреля 1924 года в деревне Оссининг в семье Джона и Глэдис Миннерли Айерс. У него была старшая сестра. В 18 лет, во время Второй мировой войны, он поступил на службу в авиационный корпус армии США. Его отправили во Флориду после неудачной подготовки к работе с радиолокатором. Он обучался в Университете Мактомба, где начал работать художником в оперативном подразделении ВВС. Свой первый комикс, Radio Ray, Айерс выпустил в военной газете Radio Post в 1942 году.

## Личная жизнь
Айерс женился на Шарлотте Линди Уолтер 7 апреля 1951 года. У пары было четверо детей: сыновья Ричард, Фред, Стив и дочь Элейн. Айерс умер в своём доме в Уайт-Плейнсе 4 мая 2014 года.

## Награды и признание
- 1967 — Alley Award — "Best War Title" за Sgt. Fury and his Howling Commandoes
- 1968 — Alley Award — "Best War Title" за Sgt. Fury and his Howling Commandoes
- 1985 — National Cartoonists Society Award — "Best Comic Book"[8]

Помимо премий, Айерс попал в Зал славы комиксов Уилла Айснера в 2007 году и в Зал славы Джо Синнота в 2013 году.